# HD 148880
HD 148880，又名BD+51 2106，SAO 29956、HR 6150，是一颗恒星，视星等为6.29，位于銀經79.2，銀緯42.86，其B1900.0坐标为赤經16h 26m 10.3s，赤緯+51° 42.86′ 35″。